# Epidemas cinerea
Epidemas cinerea är en fjärilsart som beskrevs av Smith 1894. Epidemas cinerea ingår i släktet Epidemas och familjen nattflyn. Inga underarter finns listade i Catalogue of Life.